# Quappendorf
Quappendorf è una frazione del comune tedesco di Neuhardenberg, nel Brandeburgo.

## Storia
Nel 2003 il comune di Quappendorf venne aggregato al comune di Neuhardenberg.

## Geografia antropica
La frazione di Quappendorf comprende la località di Neufeld.